# Убіквісти
Убіквісти — види рослин і тварин, які живуть повсюдно (за найрізноманітніших умов навколишнього середовища).
Види широкої екологічної амплітуди, здатні нормально існувати і розвиватися у багатьох екосистемах, пристосовуватись до різноманітних умов навколишнього середовища, що сприяє їхньому поширенню в багатьох природних зонах.
Широке поширення представників виду чи таксона вищого рангу по території Землі називається космополітизмом.